# Viola subodorata
Viola subodorata är en violväxtart som beskrevs av Borb. och Josef Murr. Viola subodorata ingår i släktet violer, och familjen violväxter. Inga underarter finns listade i Catalogue of Life.